# Maison Saint-Joseph
La maison Saint-Joseph est un ancien couvent dont les bâtiments actuels sont utilisés comme école.

## Localisation
Elle se trouve à Châlons-en-Champagne rue Saint-Joseph.

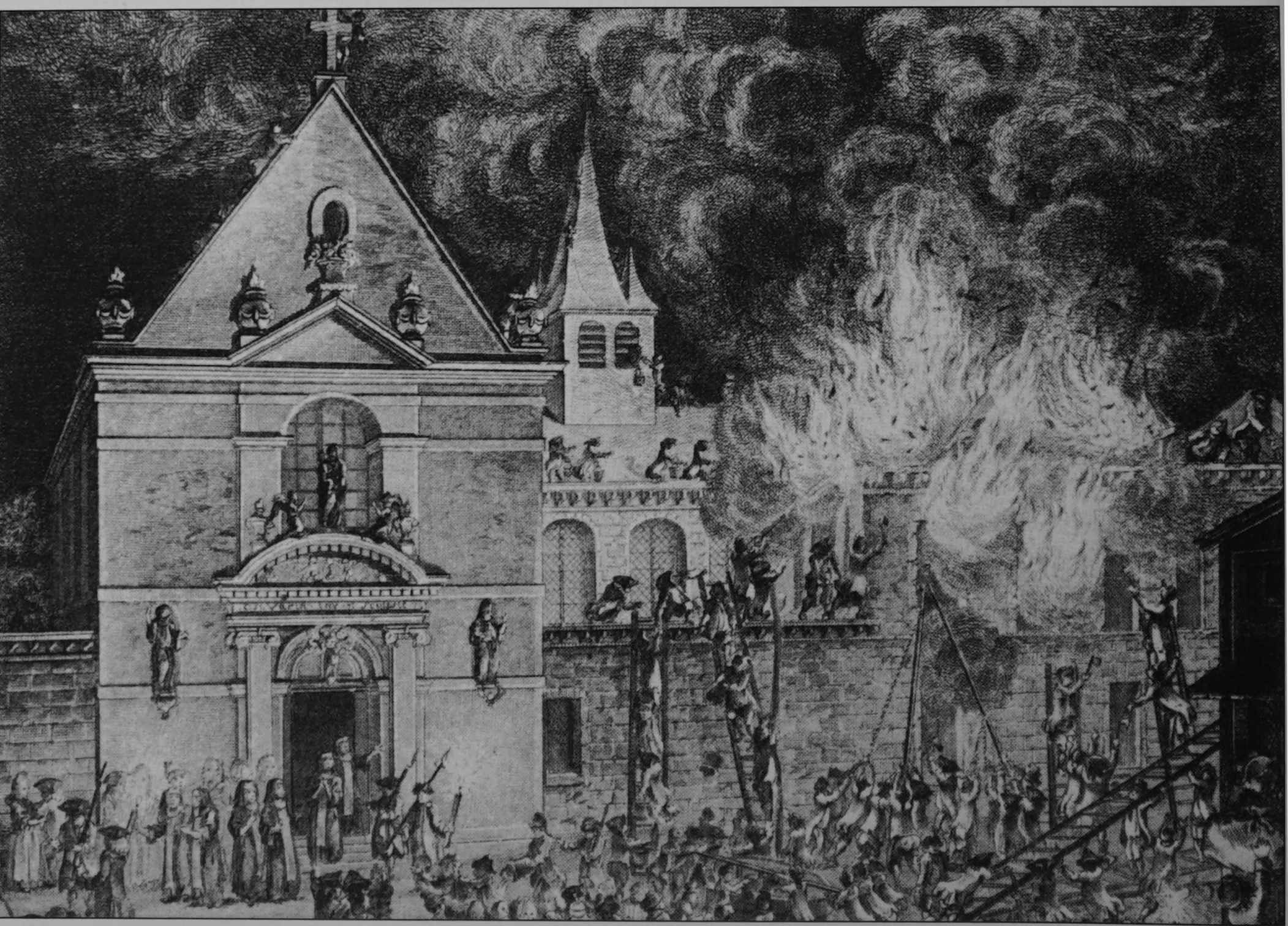
Vue de l'incendie du couvent.

## Historique

### Couvent Saint-Joseph
Les dames de Saint-Joseph, bénédictines venues de l'abbaye d'Avenay (Marne) furent installées en 1614 par le conseil de ville dans un couvent qu'il leur avait fait construire, c'était la maison de ville des abbesses, Françoise de Beauvilliers de Saint-Aignan abbesse d'Avenay-Val-d'Or. 
L'abbaye d'Avenay brûla en 1567, elles vinrent se réfugier à Châlons. 
En 1636, pendant la Guerre de Trente Ans, menacés par l'invasion des espagnols sous les ordres de Jean de Werth, les religieuses se retirèrent dans leur prieuré de Saint-Joseph.
Les bâtiments furent progressivement reconstruits à partir du 3e quart du XVIIe siècle. L'escalier en bois porte la date 1669 et fut construit par le maître charpentier Pierre Collart. Le cloître est complètement réédifié en 1682. La chapelle est construite à son emplacement en 1706. Dans la nuit du 25 au 26 septembre 1769, une partie du couvent brûle, il est reconstruit en partie mais en pans de bois. En 1788, le couvent est supprimé par arrêt du conseil d'état. Les statues de la façade sont déposées. La statue, au dessus du fronton qui représentait une Vierge à l'Enfant, fut remplacée en 1897 par un saint Joseph. Elle porte l'inscription : « hommage à la maison Saint Joseph atelier C. Brebon reproduction Navlet. ». 
De 1788 à 1846, les locaux sont occupés par l'hospice Saint-Maur qui est intégré alors à l'Hôtel-Dieu Saint-Étienne. De 1827 à 1829, l'aile nord-est du cloître est reconstruite, un étage est ajouté à l'aile nord-ouest. En 1846, le couvent est racheté par l'abbé Loisson de Guinaumont et sa sœur qui y installent un orphelinat et une maison de retraite. Des travaux de surélévation du corps de bâtiment sur la rue Saint-Joseph sont entrepris à partir de 1840. Depuis 1919 et jusqu'au 4e quart du XXe siècle, les locaux accueillirent une école ménagère, puis une école professionnelle ainsi qu'une maison de retraite pour dames et religieuses âgées. Actuellement subsiste toujours la maison de retraite, les bâtiments ayant servi pour l'école sont en cours de réhabilitation pour accueillir la nouvelle maison diocésaine de Châlons. 
Elle est inscrite aux monuments historiques en 1995.

## Images

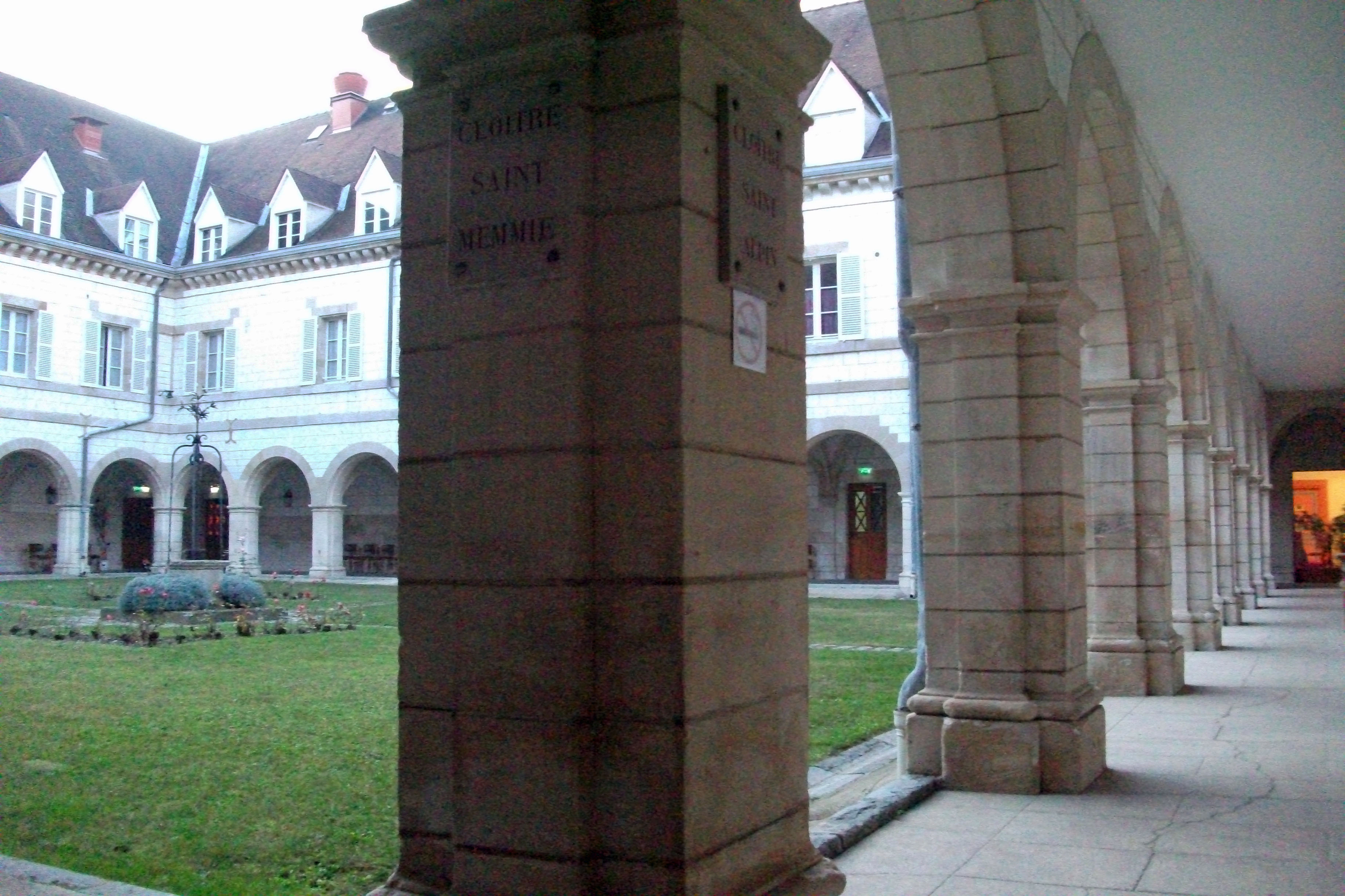
Vue du
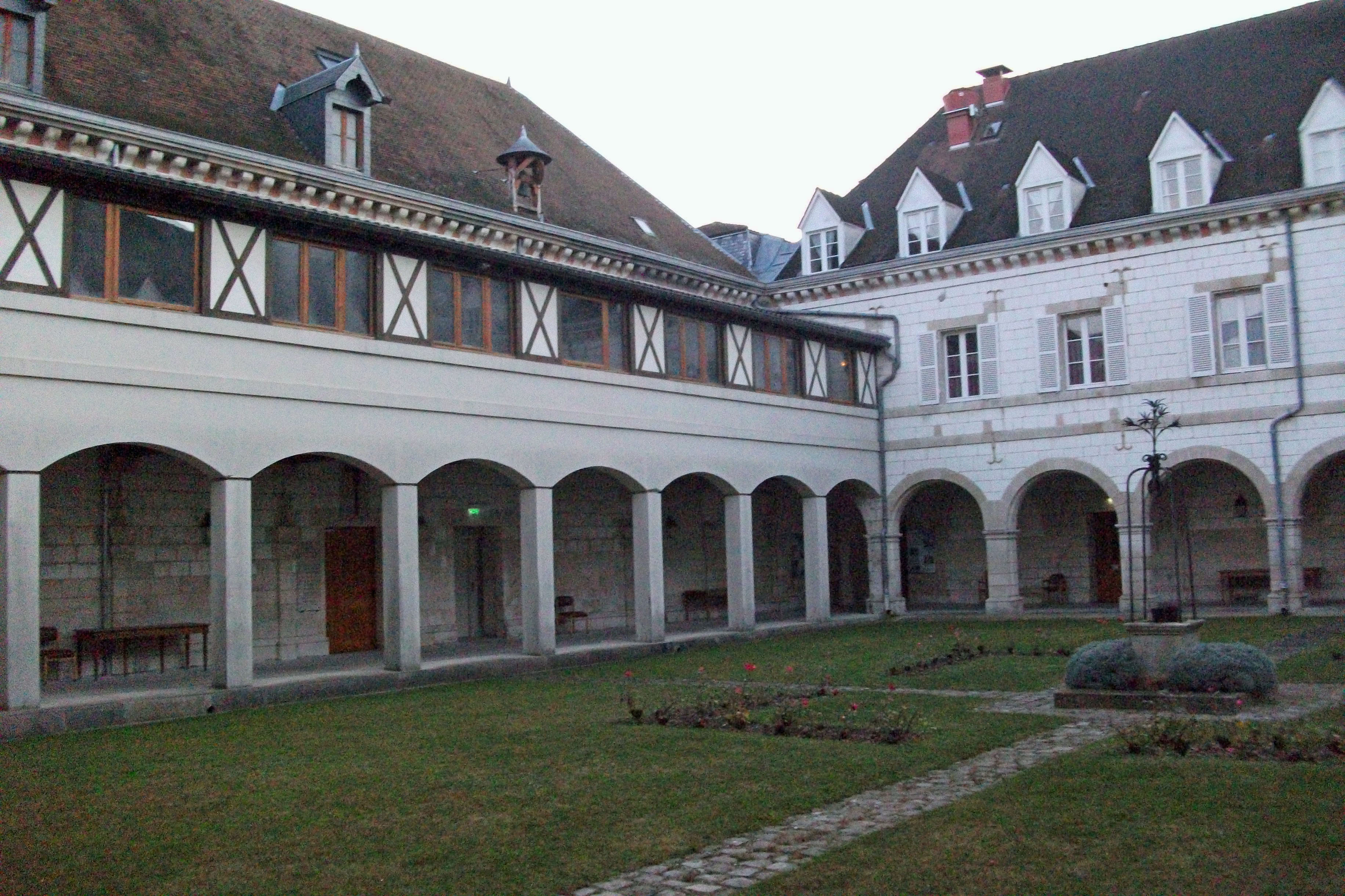
cloitre.
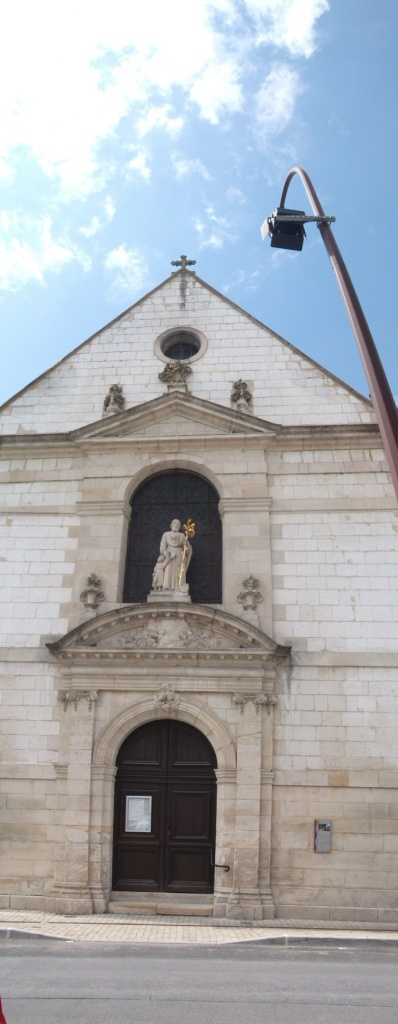
Porte.
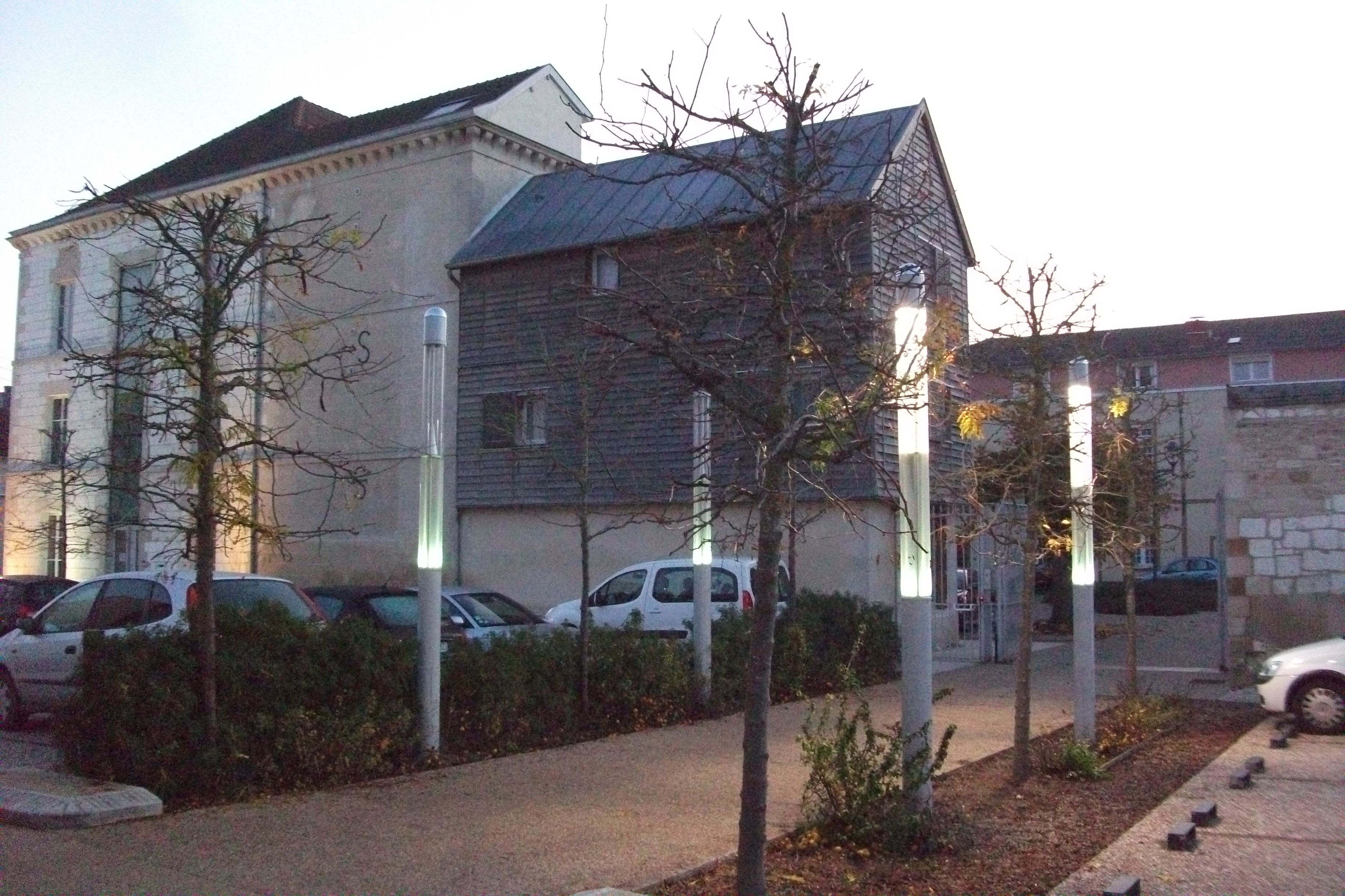
Cour.